# Council Skies
Council Skies è il quarto album in studio del gruppo rock britannico Noel Gallagher's High Flying Birds, prodotto da Noel Gallagher e Paul Stacey e pubblicato il 2 giugno 2023 sotto l'etichetta Sour Mash Records.
È stato registrato negli studi londinesi di Lone Star, di proprietà di Noel Gallagher, tranne che per la sezione di archi, registrata negli studi londinesi di Abbey Road nell'aprile 2022. Dal disco sono stati estratti i singoli Pretty Boy, Easy Now, Dead to the World, Open the Door, See What You Find e Council Skies.

## Copertina
In copertina vi è una foto di Kevin Cummins che ritrae l'attrezzatura della band di Noel Gallagher posta a Moss Side in un punto in cui in passato sorgeva Maine Road, lo stadio del Manchester City, e oggi sorge un complesso residenziale.

## Descrizione
Il titolo dell'album (in italiano "cieli popolari") nasce dal titolo di un libro di dipinti dell'artista Pete McKee. In proposito Noel Gallagher ha affermato:
Si tratta del primo album registrato negli studi londinesi di Lone Star, di proprietà del cantautore. Gallagher iniziò a produrre le demo per il disco verso la fine del 2021, per poi spostarsi negli studi di Lone Star nel gennaio 2022. Il disco vede la partecipazione di Johnny Marr, alla chitarra per tre brani, tra cui il singolo di lancio, Pretty Boy.
Gallagher ha definito il disco "il primo di uno nuovo ciclo, il primo veramente suonato dagli High Flying Birds, dalla band" e lo ha descritto come "un disco riflessivo e più ragionato", nato durante il periodo di confinamento imposto dalla pandemia di COVID-19. Per il musicista l'album rappresenta un ritorno al suo "sound tradizionale" con "chitarra acustica e sentimento", dopo che "Who Built the Moon? aveva diviso i fan".

## Tracce
Testi e musiche di Noel Gallagher, ad eccezione delle tracce 13 e 23, scritte rispettivamente da John Lennon e Bob Dylan.
1. I'm Not Giving Up Tonight – 4:06
2. Pretty Boy – 4:48
3. Dead to the World – 4:09
4. Open the Door, See What You Find – 3:59
5. Trying to Find a World That's Been and Gone: Part 1 – 2:57
6. Easy Now – 3:52
7. Council Skies – 4:39
8. There She Blows! – 3:56
9. Love Is a Rich Man – 4:21
10. Think of a Number – 5:41

Durata totale: 42:28
1. Don't Stop... – 4:45
2. We're Gonna Get There In the End – 4:13
3. Mind Games – 4:32
4. Pretty Boy (instrumental) – 4:50
5. Dead to the World (instrumental) – 4:13
6. Council Skies (instrumental) – 4:42
7. Think of a Number (instrumental) – 5:46
8. I'm Not Giving Up Tonight (David Holmes Remix) – 5:42
9. Think of a Number (Pet Shop Boys Remix) – 5:12
10. Pretty Boy (Robert Smith Remix) – 5:43
11. Council Skies (The Reflex Revision) – 5:25
12. Flying on the Ground (Radio 2 Session, 08/09/21) – 3:14
13. You Ain't Goin' Nowhere (Radio 2 Session, 08/09/21) – 2:17
14. Live Forever (Radio 2 Session, 08/09/21) – 4:49

Durata totale: 65:23

## Formazione

### Gruppo
- Noel Gallagher – voce, seconde voci, chitarra acustica (tutti i brani), chitarra elettrica (tracce 1, 2, 4, 6, 7, 8, 9, 10, 11, 12, 13), basso (tracce 2, 5, 10, 11), chitarra baritona (tracce 9, 11, 13), pianoforte (tracce 3, 12) mellotron (tracce 1, 2, 3, 4, 9, 12), percussioni (tracce 22, 23, 24)
- Gem Archer – chitarra acustica (tracks 1), chitarra elettrica (tracks 1, 12), chitarra baritona (tracce 1, 12), organo a bocca (tracce 23)
- Russ Pritchard – basso (tracce 1, 3, 4, 7, 8, 12, 22, 23)
- Chris Sharrock – batteria (tracce 1, 4, 8, 10, 12, 13)
- Mikey Rowe - tastiere (tracce 1, 2, 3, 4, 6, 7, 8, 9, 10, 11, 12, 22, 23, 24)
- Jess Greenfield - seconde voci (tracce 1, 2, 3, 4, 5, 7, 8, 9, 10, 11)
- Charlotte Marionneau - percussioni (tracce 1, 4, 8)

### Altri musicisti
- Johnny Marr – chitarra elettrica (tracks 2, 4, 7)
- Paul 'Strangeboy' Stacey – chitarra elettrica (tracks 1, 4, 6, 8, 9, 11, 13), chitarra baritona (tracce 1, 9), mellotron (tracce 1, 8), pianoforte (traccia 4), basso (tracce 6, 8, 9, 11, 13)
- Jeremy Stacey – batteria (tracce 2, 6, 7, 9, 11), percussioni (tracce 6, 7)
- Callum Marinho – tuba (tracce 1, 3, 4, 8, 11, 24), tastiere (tracce 2, 3, 5, 6, 9, 13), drum machine (traccia 2), glockenspiel (traccia 3), mellotron (tracce 5, 8, 9), percussioni (traccia 7), pianoforte (traccia 12)
- Clement St. Leonard – percussioni (tracce 1-13), funk box (traccia 2), campane tubolari (tracce 3, 4), effetti sonori (tracce 5, 6, 8, 9, 11), tastiere (traccia 6)
- Alistair White – trombone (tracce 1, 9)
- Graeme Blevins – saxophone (tracce 1, 7)
- Steve Hamilton – saxophone (tracce 1, 7, 12)
- Tom Walsh – tromba (tracce 1, 7, 9)
- Joe Auckland – tromba (tracce 1, 7)
- Ben Edwards – tromba (tracce 12)
- Mark Frost – trombone basso (tracce 1, 7, 9)
- Geraint Watkins – fisarmonica (traccia 3)
- Phillip Woods, Ruth O'Reilly, Franciso Gomez, Derryck Nasib – corno francese (traccia 5)

- Daniel Higham, Thomas Dunnett, Pete North – trombone (traccia 5)
- Jody Linscott, Peter Eckford, Gary Hammond – percussioni (traccia 7)
- The Wired Strings – archi (tracce 1, 3, 4, 5, 7, 11)
- Emre Ramazanoglu – batteria (traccia 18)
- Keefus Ciancia – tastiere (traccia 18)
- Jason Faulkner – basso (traccia 18)
- Pet Shop Boys – voce aggiuntiva (traccia 19)
- Robert Smith – chitarra e pianoforte (traccia 20)
- Jason Cooper – batteria (traccia 20)
- Johnny Copland – basso dal vivo (traccia 21)

### Seconde voci
- Roxys (Piney Gir, Amy Ashworth, Emma Brammer)
- Louise Clare Marshall
- Andrea Grant
- Lucita Jules

### Produzione
- Noel Gallagher, Paul 'Strangeboy' Stacey – produzione
- Callum Marinho – missaggio e ingegneria sonora
- Beau Blaise – ingegneria aggiuntiva
- Matt Colton – mastering
- Rosie Danvers, assisted by Tommy Danvers – arrangiamenti di archi
- Alistair White – arrangiamenti di ottoni

### Design
- Noel Gallagher – design e concept della copertina
- Matthew Cooper – allestimento
- Kevin Cummins – fotografia della copertina